# Шивење
Шивење је занат при коме се врши причвршћивање или састављање предмета помоћу убода направљених иглом и концем. Шивење је једна од најстаријих текстилних вештина настала још у доба палеолита. Пре проналаска предења предива или ткања тканине, археолози верују да су људи каменог доба широм Европе и Азије шили одећу од крзна и коже користећи игле од кости, рогова или слоноваче и „концем“ израђеним од различитих делова тела животиње, укључујући тетиве, катгут и вене.
Хиљадама година се шивење обављало ручно. Проналазак шиваће машине у 19. веку и пораст компјутеризације у 20. веку довели су до масовне производње и извоза шивених предмета, али се ручно шивење и даље практикује широм света. Фино ручно шивење је карактеристика високо-квалитетног кројења, високе моде, и кројења по мери, а спроводе га текстилни уметници и хобисти као средство креативног изражавања. 
Прва позната употреба речи "шивење" била је у 14. веку.

## Историја

### Порекло
Шивење има древну историју за коју се процењује да почиње током ере палеолита. Шивење је коришћено за спајање кожа животиња за одећу и за склониште. Инуити су, на пример, користили тетиве ирваса за конац а игле су правили од костију; староседеоци Америчких равница и канадских прерија користили су софистициране методе шивења да би саставили типије. Шивење је повезано са ткањем лишћа биљака у Африци да би се направиле кошаре, попут оних које су направили ткалци Зулу, који су танке траке палминог лишћа користили као "конац" да би шили шире траке палминог лишћа. Ткање тканина од природних влакана потиче на Блиском истоку око 4000. године п. н. е. а можда и раније током неолита, а шивење тканина је пратило овај развој.
Током средњег века, Европљани који су то могли да приуште запошљавали су кројаче. На виталну важност шивања указивао је почасни положај "Господара шивења" на многим европским крунисањима из средњег века. Роберт Редклиф, први гроф Сасекса је постављен за "лорда шивења" на крунисању Хенрија VIII, 1509. године. Шивење је највећим делом било женско занимање. Одећа је била скупа инвестиција за већину људи, а жене су имале важну улогу у продужењу дуговечности одевних предмета. Шивење је коришћено за поправљање и одржавање. Одећа која је била избледела превртала се како би се могла и даље носити, а понекад би је морали раздвојити и поново саставити како би одговарала овој сврси. Када се одећа распадне или поцепа, тканина се ушивала у нове одевне предмете, прекриваче или на други начин стављала у практичну употребу. Многи кораци у изради одеће од нуле (ткање, прављење узорака, кројење, преправке и тако даље) значили су да су жене често међусобно ограничавале своју стручност у одређеној вештини. Декоративни ручни рад, као што је везење, био је цењена вештина, а младе жене које су имале времена и средстава вежбале би да би изградиле своју вештину у овој области. Од средњег века до 17. века, алати за шивење попут игала, шпенадли и јастучића за шпенадле били су укључени у мираз многих европских невеста.
Декоративни вез је био цењен у многим културама широм света. Иако је већина бодова за вез у западном репертоару традиционално британског, ирског или западноевропског порекла, бодови који потичу из различитих култура данас су широм света познати (румунски, оријентални, јапански бод). Ширили су се трговачким путевима који су били активни током средњег века. Пут свиле донео је кинеске технике везења у западну Азију и источну Европу, док су се технике порекла са Блиског истока прошириле на јужну и западну Европу преко Марока и Шпаније.

### Индустријска револуција
Прву шиваћу машину на свету патентирао је 1790. године Томас Сеинт. Почетком 1840-тих почеле су се појављивати и друге машине за шивење. Бартелеми Тимониер је представио једноставну машину за шивење 1841. године, за производњу војних униформи за француску војску; убрзо након тога, руља кројача провалила је у Тимониерове продавнице и бацала машине кроз прозоре, верујући да ће их машине оставити без посла. До 1850-их, Ајзак Сингер је развио прве шиваће машине које су могле брзо и тачно да раде и надмашују продуктивност ручног шивења.
Текстилне радионице препуне слабо плаћених радника за шиваћим машинама прерасле су у читаве пословне четврти у великим градовима попут Лондона и Њујорка. Жене су радиле по 14 сати како би зарадиле довољно за издржавање, понекад изнајмљујући шиваће машине које нису могле да купе.
Кројачи су се у том периоду повезали са шивењем одеће вишег ранга. Ове продавнице стекле су репутацију за ручно шивење високо-квалитетне одеће у стиловима најновије британске моде, као и више класичних стилова.

### 20. век па надаље
Током 20. века шивење је доживело даљи развој. Како су шиваће машине постале приступачније радничкој класи, потражња за шивеним узорцима је расла. Жене су се навикле да виде најновије моделе у периодичним издањима крајем 19. и почетком 20. века.
Хришћански мисионари су од 1830-их даље ширили западне стилове шивања и одеће у субсахарској Африци. Аутохтоне културе, попут Зулуа и Цване, индоктриниране су на западњачки начин облачења као знак преласка у хришћанство. Прво западне технике ручног шивења, а касније и машинско шивење прошириле су се по регионима у којима су се населили европски колонисти.
Напредак у индустријској технологији, попут развоја синтетичких влакана током раног 20. века, донео је дубоке промене текстилној индустрији у целини. Текстилна индустрија западних земаља нагло је опала јер се текстилне компаније такмиче за јефтинију радну снагу у другим деловима света. Према америчком Министарству рада, „очекује се да ће запошљавање кројача доживети мале или никакве промене, растући 1 одсто од 2010 до 2020“.

## Израда одеће
Данас се већина одеће масовно производи и у складу је са стандардним димензијама, заснованим на мерењима која одговарају највећем делу популације. Међутим, иако је „стандардно“ одређивање величине генерално корисна смерница, оно је мало више од тога, јер не постоји индустријски стандард који је „и широко прихваћен и кога се строго придржавају на свим тржиштима“.

### Алати
Кројачу који ради на једноставном пројекту потребно је само неколико алата за шивање, као што су мерна трака, игла, конац, тканина и маказе за шивање. 
За означавање тканине као водича при изради користе се посебне оловке за обележавање и креда.
Напрстак је мали тврди алат који се користи као заштитни уређај при шивању. 
Машине за шивење сада се праве за широк спектар специјалних шиваћих намена, као што су машине за прошивање, велике машине за шивење дебљих тканина (попут коже), рачунарске машине за везење и машине за дораду сирових ивица тканине.

### Елементи
Шваље имају узорак, са циљем да користе што је могуће мање тканине. Узорци ће одредити како треба да се сече и манипулише растезањем тканине.
У изради одеће могу се користити пратећи материјали, попут постава или облога, који ће тканини дати чвршћи или издржљивији облик.
Пре или после сечења комада узорака, често је потребно обележити комаде како би се обезбедио водич током процеса шивења. Методе обележавања могу између осталог укључивати употребу оловака, креде, кројачких кројева, игле или шпенадли.
Врсте шавова укључују обичан шав, цик-цак шав, француски шав и многе друге.

### Софтвер
Са развојем софтвера за симулацију шивења тканина кројачи сада могу да цртају шаре на рачунару и визуелизују дизајне одеће користећи алате за прављење узорака и виртуелне машине за шивење у оквиру ових програма симулације.